# Tom Scheffler
Thomas Mark "Tom" Scheffler, (nacido el 27 de octubre de 1954 en St. Joseph, Míchigan) es un exjugador de baloncesto estadounidense. Con 2.11 de estatura, su puesto natural en la cancha era el de pívot. Es hermano del también profesional Steve Scheffler.